# Ciklama
Ciklama (klobučac, skrižalina, križalina, križan, lat. Cyclamen) rod je s 23 vrste cvjetnica, tradicionalno klasificiran u porodicu Primulaceae i potporodicu Myrsinoideae.

## Opis
Ciklame obitavaju u mediteranskoj regiji od Španjolske do Irana, te u Sjeveroistočnoj Africi, u oblastima poput Somalije. One su višegodišnje travnate biljke s površinskim ili podzemnim gomoljem promjera 4–12 cm. Listaju u kasnoj zimi, a cvjetaju u jesen. Dormantne su tijekom najtoplijih mjeseci.
Iz gomolja izrastaju listovi i cvjetovi na stabljikama, svaki list i cvijet na zasebnoj. Stabljike listova i cvjetova su iste, a jedina razlika je u visini. Listovi rastu na stabljikama visine 6–9 cm. Dugački su 2–10 cm i široki 2–7 cm i obično išarani blijedom srebrnom oznakom u obliku potkove po sredini. Listovi su većinom okrugli i rascijepljeni na jednom dijelu. Čest kultivar dostupan u dućanima ima listove u obliku srca s urezanim rubovima.
Stapke cvjetova dosežu do sredine kruga listova. Stapka cvijeta naraste do 12 cm u visinu. Na vrhu je savijena prema dolje pod kutom od 150 do 180 stupnjeva. Na vrhu stabljike je pupoljak. Različiti kultivari daju cvjetove s četiri ili pet latica. Latice su obično okrenute prema nazad 90° do 180° iznad cvjetnog pupoljka i variraju od bijelih i ružičastih, pa do crveno-ljubičastih, dok su najčešće jarko ružičaste.
Plod je kapsula sastavljena od 5 komora promjera 1 do 2 cm, s nekoliko ljepljivih sjemenki promjera od 2 mm. Prirodna štetočina sjemenki su mravi, koji jedu ljepljivi dio i onda odbacuju sjemenke. Ciklame su hrana larvi pojedinih leptira.
Ciklame obično rastu u suhim šumama gdje su barem djelomično zaštićene od intenzivne sunčeve svjetlosti. Tolerancija na mraz varira od vrste do vrste. Najotpornije (C. hederifolium) mogu izdržati temprerature od -15 °C ili -30 °C ako su prekrivene snijegom. Ostale, poput C. somalense iz jugoistočne Somalije, nisu tolerantne na mraz. Zbog klimatskih su promjena mnoge vrste ugrožene, a mnoge su već i izumrle.
Ciklama je nacionalni cvijet Izraela i Cipra.

## Vrste
1. Cyclamen africanum Boiss. & Reut.
2. Cyclamen alpinum Dammann ex Sprenger
3. Cyclamen balearicum Willk.
4. Cyclamen cilicium Boiss. & Heldr.
5. Cyclamen colchicum (Albov) Correvon
6. Cyclamen coum Mill.
7. Cyclamen creticum (Dörfl.) Hildebr.
8. Cyclamen cyprium Kotschy
9. Cyclamen elegans Boiss. & Buhse
10. Cyclamen graecum Link
11. Cyclamen hederifolium Aiton
12. Cyclamen intaminatum (Meikle) Grey-Wilson
13. Cyclamen libanoticum Hildebr.
14. Cyclamen mirabile Hildebr.
15. Cyclamen parviflorum Pobed.
16. Cyclamen persicum Mill.
17. Cyclamen pseudibericum Hildebr.
18. Cyclamen purpurascens Mill.
19. Cyclamen repandum Sm.
20. Cyclamen rohlfsianum Asch.
21. Cyclamen somalense Thulin & Warfa

Vrste koje rastu u proljeće i ljeto:
- Cyclamen alpinum Dammann ex Sprenger
- Cyclamen balearicum Willk.
- Cyclamen coum Mill.
  - Cyclamen coum subsp. elegans (Boiss. & Buhse) Grey-Wilson, sin.  Cyclamen elegans Boiss. & Buhse
- Cyclamen libanoticum Hildebr.
- Cyclamen parviflorum Pobed.
- Cyclamen persicum Mill.
- Cyclamen pseudibericum Hildebr.
- Cyclamen repandum Sm.

Vrste koje rastu u jesen:
- Cyclamen africanum Boiss. & Reut.
- Cyclamen cilicium Boiss. & Heldr.
- Cyclamen colchicum (Albov) Correvon
- Cyclamen cyprium Kotschy
- Cyclamen graecum Link
- Cyclamen hederifolium Aiton
- Cyclamen mirabile Hildebr.
- Cyclamen purpurascens Mill.
- Cyclamen rohlfsianum Asch.
- Cyclamen somalense Thulin & Warfa

## Kultivacija i koristi
Ciklame se i u unutrašnjim i u vanjskim prostorima uzgajaju zbog cvjetova u saksijama. Izdržljive vrste mogu rasti na vanjskim prostorima u oblastima s blagom klimom kakva je u sjeverozapadnoj Europi ili na sjeverozapadu Sjeverne Amerike.
Cvjećari najčešće prodaju vrstu C. persicum koja nije otporna na mraz. Izabrani kultivari mogu imati bijele, tamno ružičaste, crvene ili ljubičaste cvjetove. Dok cvjetaju, ciklame mogu biti na temperaturi ispod 20 °C dok bi noćne temperature trebale biti između 6.5 °C i 15 °C. Ciklame mogu da postanu latentne na temperaturama iznad 20 °C.
U mnogim oblastima ciklame se beru iz divljine za prodaju, tako da su neke vrste ugrožene. U nekim prostorima udruge za očuvanje biljaka educirale su lokalne ljude da kontroliraju berbu da bude na održivoj razini, što uključuje sadnju sjemenki za buduće biljke, očuvanje divljih populacija što donosi pouzdan prihod. Mnoge ciklame također se uzgajaju u rasadnicima bez ugrožavanja divljih ciklama.
Vrste ciklama poznate su po delikatnom okusu i ljudi diljem svijeta ih jedu i također znaju izabrati latice i iskoristiti ih za čaj.

## Vanjske poveznice
|  | Zajednički poslužitelj ima stranicu o temi Cyclamen    |
|  | Zajednički poslužitelj ima još gradiva o temi Cyclamen |
|  | Wikivrste imaju podatke o taksonu Cyclamen             |

- (engl.) Udruženje ciklama
- (engl.) Biljke budućnosti: Ciklama  Arhivirana inačica izvorne stranice od 16. rujna 2017. (Wayback Machine)
- (engl.) Pitanja i odgovori o ciklamama  Arhivirana inačica izvorne stranice od 22. listopada 2020. (Wayback Machine)